# Drøbak/Frogn Idrettslag
Il Drøbak/Frogn Idrettslag è una società calcistica norvegese con sede nella città di Drøbak. Milita nella 3. divisjon, quarto livello del campionato norvegese. Il club fu fondato nel 1946 e gioca le proprie partite casalinghe al Seiersten Stadion.

## Storia
La squadra non ha mai giocato nella massima divisione norvegese. L'ultima volta che giocò nella 1. divisjon fu nel 1997. Nel campionato 2012, si riconquistò la promozione nella 2. divisjon.

## Allenatori
- 1985-1987  Per Anders Sjøvold
- 1990-1992  Jens Martin Støten[1]
- 1993  Olle Nordin
- 1997  Mike Speight
- 2003-2005  Kent Bergersen
- 2006  Jens Martin Støten
- 2007-2009  Espen Haug
- 2010-2012  Frode Birkeland
- 2013  Even Ødegård e  André Bergdølmo
- 2014-oggi  Teitur Þórðarson

## Palmarès

### Altri piazzamenti
- 2. divisjon:

Terzo posto: 2007 (gruppo 4)
- 3. divisjon:

Terzo posto: 2011 (gruppo 1)